# 토머스 제퍼슨과 교육
토머스 제퍼슨의 교육 참여와 지원은 그가 미국 대통령직에서 물러난 후 1819년 세속 기관으로 설립한 버지니아 대학교를 설립한 것으로 가장 잘 알려져 있다. 제퍼슨은 도서관과 책이 개인 및 기관 교육에 너무나 필수적이라고 믿어서, 그는 도서관을 중심으로 대학을 설계했다.
1779년, "지식의 보다 일반적인 확산을 위한 법안"에서 제퍼슨은 "모든 자유로운 남녀 아동"을 위해 3년간 세금으로 지원되는 공공 교육 시스템을 제안했는데, 이는 당시로서는 특이한 관점이었다. 부모, 친구 또는 가족이 독립적으로 비용을 지불할 수 있다면 더 오래 다닐 수 있었다.
그의 책 버지니아주 비망록 (1785)에서 제퍼슨은 초등 교육에 대한 그의 아이디어를 기록했다. 찰스 F. 머서는 1816년 주 의회에 모든 백인 아동을 위한 주 지원 초등 교육을 요구하는 보고서를 작성했다. 감독은 주 의회가 선출한 주 공공 교육 위원회에서 제공할 예정이었다. 1817년, 그의 법안은 하원에서 통과되었지만 주 상원에서 부결되었다. 제퍼슨은 초등학교에 대한 막대한 자금 지원이 그가 사랑하는 주립 대학에서 돈을 빼돌릴 것이고, 이 계획이 지역 통제를 주 통제로 대체할 것이기 때문에 그 계획에 반대했다.
1817년 그는 "센트럴 칼리지"라고 명명될 버지니아 대학교를 위한 계획을 제안하고 통과시켰다. 이 대학은 최고의 선발된 학생들만이 이용할 수 있는 최고 학부였다. 주에서는 연간 15,000달러만을 제공했으며, 버지니아는 재건 시대 입법부가 제정되기 전인 남북 전쟁 이후까지 초등 교육에 대한 무료 공교육을 설립하지 않았다.

## 제퍼슨의 교육
1752년, 제퍼슨은 스코틀랜드 장로교 목사가 운영하는 지역 학교에 다니기 시작했다. 아홉 살 때 제퍼슨은 라틴어, 그리스어, 프랑스어를 배우기 시작했고, 말을 타는 법을 배웠으며, 자연 연구를 높이 평가하게 되었다. 그는 1758년부터 1760년까지 고던스빌, 버지니아 근처에서 제임스 모리 목사 밑에서 공부했다. 모리 가족과 함께 머물면서 그는 역사, 과학, 고전을 공부했다.
1760년, 제퍼슨은 16세의 나이로 윌리엄스버그에 있는 윌리엄 & 메리 칼리지에 입학하여 2년간 공부했다. 윌리엄 & 메리에서 그는 철학과에 등록하여 존 로크, 프랜시스 베이컨, 아이작 뉴턴을 포함한 영국 경험론자들의 저술을 제퍼슨에게 소개한 윌리엄 스몰 교수 밑에서 수학, 형이상학, 철학을 공부했다. 그는 또한 프랑스어를 완벽하게 익히고, 어디든 그리스어 문법책을 가지고 다니며, 바이올린을 연습하고, 타키투스와 호메로스를 읽었다. 제퍼슨은 모든 분야에 걸쳐 열렬한 호기심을 보였으며, 가족 전통에 따르면 자주 하루에 15시간씩 공부했다.
그의 가장 가까운 대학 친구인 로즈웰의 존 페이지는 제퍼슨이 "가장 소중한 친구들로부터 자신을 떼어내어 공부하러 날아갈 수 있었다"고 보고했다.
대학 시절 제퍼슨은 오늘날 윌리엄 & 메리 학생 신문의 이름인 플랫 햇 클럽이라는 비밀 단체의 일원이었다. 그는 오늘날 크리스토퍼 렌 빌딩으로 알려진 대학 건물에서 숙식하며, 그레이트 홀에서 공동 식사를 하고, 렌 채플에서 아침과 저녁 기도를 드렸다. 제퍼슨은 종종 호화로운 프랜시스 포퀴어 총독의 파티에 참석하여 바이올린을 연주하고 와인에 대한 초기의 사랑을 키웠다. 졸업 후, 그는 조지 와이스와 함께 법학을 공부했으며 1767년에 버지니아 변호사 자격을 취득했다.

## 도서관
제퍼슨은 평생 동안 교육을 위해 책에 의존했다. 그는 몬티셀로에 있는 자신의 도서관을 위해 수천 권의 책을 수집하고 축적했다. 제퍼슨의 도서관 중 상당 부분은 방대한 소장품을 가지고 있던 조지 와이스의 유언에 따라 그에게 유증되었다. 항상 더 많은 지식을 갈망했던 제퍼슨은 평생 동안 계속해서 배웠다. 제퍼슨은 한때 "나는 책 없이는 살 수 없다"고 말했다.
1815년까지 제퍼슨의 도서관에는 6,487권의 책이 있었는데, 그는 이 책들을 미영 전쟁으로 파괴된 작은 장서를 대체하기 위해 미국 의회도서관에 23,950달러에 팔았다. 그는 자신의 큰 빚을 갚으려 했지만, 즉시 더 많은 책을 사기 시작했다. 제퍼슨의 공헌을 기리기 위해 연방 입법 정보 웹사이트는 THOMAS로 명명되었다. 2007년, 제퍼슨의 1764년판 2권짜리 꾸란은 키스 엘리슨 하원의원이 하원 선서에 사용했다.
2011년 2월 뉴욕 타임즈는 제퍼슨의 퇴직 도서관 중 74권 28개 서적이 세인트루이스 워싱턴 대학교에서 발견되었다고 보도했다.

## 버지니아주 비망록
1780년, 버지니아 주지사였던 제퍼슨은 당시 연합 식민지의 임시 수도였던 필라델피아에 있는 프랑스 대표단의 서기인 프랑수아 바르베-마르부아로부터 버지니아에 대한 수많은 질문을 받았다. 바르베-마르부아는 미국 식민지에 대한 관련 데이터를 수집할 의도였다. 제퍼슨이 마르부아의 "질문"에 대한 답변은 버지니아주 비망록 (1785)으로 알려지게 되었다. 과학적으로 훈련된 제퍼슨은 1743년 필라델피아에서 설립된 미국철학학회의 회원이었다. 그는 버지니아에서 일리노이에 이르는 서부 지역에 대한 광범위한 지식을 가지고 있었다. 5년 동안 제퍼슨은 이 책에 열정적으로 지적 에너지를 쏟았으며, 현대 과학 지식과 버지니아의 역사, 정치, 민족지에 대한 논의를 포함했다. 제퍼슨은 토머스 워커, 조지 R. 클라크, 미국 지리학자 토머스 허친스의 도움을 받았다. 이 책은 1785년 프랑스에서, 1787년 영국에서 처음 출판되었다.
이 책은 1800년 이전에 출판된 가장 중요한 미국 책으로 평가받았다. 이 책은 제퍼슨이 버지니아에 구현되었다고 믿었던 좋은 사회의 본질에 대한 그의 강력하고 종종 웅변적인 주장이다. 이 책에서 그는 교회와 국가의 분리, 입헌 정부, 견제와 균형, 개인의 자유에 대한 자신의 신념을 표현했다. 그는 또한 주의 천연자원과 경제에 대한 광범위한 데이터를 수집했다.

## 대통령직

### 웨스트포인트의 육군사관학교
국가 군사 교육 기관에 대한 아이디어는 미국 혁명 기간 동안 유포되었다. 1802년이 되어서야 제퍼슨은 조지 워싱턴, 존 애덤스 등의 조언을 따라, 마침내 의회를 설득하여 뉴욕 허드슨 강변의 웨스트포인트에 미국 육군사관학교의 자금 지원 및 건설을 승인하게 했다. 1802년 3월 16일, 제퍼슨은 군사 평화 수립법에 서명하여 공병대를 설립하고 "뉴욕주 웨스트포인트에 주둔하며 육군사관학교를 구성한다"고 지시했다. 이 법은 전문 군대를 위한 잘 훈련된 장교를 제공할 것이다. 장교들은 유럽처럼 폐쇄된 엘리트가 아니라 신뢰할 수 있는 공화주의자가 될 것이다. 사관생도들은 국회의원들이 임명할 것이기 때문에 정확히 국가의 정치 상황을 반영할 것이다. 1801년 5월, 헨리 디어본 전쟁 장관은 대통령이 "웨스트포인트에 군사 학교를 즉시 설립하기로 결정했으며, 학교 시작을 위한 필요한 조치를 지휘하기 위해 벤자민 프랭클린의 외종손인 조나단 윌리엄스 소령을 임명하기로 결정했다"고 발표했다. 1802년 7월 4일, 웨스트포인트 미 육군사관학교는 과학 및 군사 학습 기관으로서의 역할을 공식적으로 시작했다.

## 말년

### 체계적인 교육 계획
1785년, 제퍼슨은 "지식을 더 일반적으로 대중에게 확산"시키기 위해 버지니아 연방을 위한 공립학교 시스템을 제안했다. 제퍼슨에 따르면, "전체 교육 계획의 궁극적인 결과는 주내 모든 어린이들에게 읽기, 쓰기, 기본적인 산술을 가르치는 것이었다. 매년 탁월한 재능을 가진 여러 명을 배출하여 그리스어, 라틴어, 지리학, 그리고 고등 산술 분야에 능통하게 만드는 것이었다. 또한 매년 그 이상의 재능을 가진 다른 이들을 배출하여, 그 배운 분야에 더하여 그들의 재능이 이끌어주는 과학 분야까지 배우도록 하는 것이었다." 부수적으로 이 계획은 "부유한 사람들에게 편리한 학교를 제공하여 자녀들이 자신의 비용으로 교육받을 수 있도록 할 것"이었다.
이 계획은 세 가지 유형의 학교에 해당하는 세 가지 연속적인 단계로 아동 교육을 위한 것이었다. 즉, 부모의 재정 능력에 관계없이 모든 아동이 최소 3년 동안 다닐 수 있는 초등학교, 초등학교에서 뛰어난 성적을 보인 학생들과 부모가 비용을 지불할 의사와 능력이 있는 아동을 위한 중등 학교, 그리고 부모가 비용을 지불할 의사가 있는 학생들을 위한 대학교였다.
이 법이 통과될 때 미출생자 또는 12세 미만이며 정신적으로 온전한 자는 누구도 15세 이후에는 어떤 언어든, 모국어든 습득한 언어든 쉽게 읽을 수 있을 때까지 이 연방의 시민이 되지 못함을 선언하고 제정한다.

### 1단계: 초등학교 (6-8세)
제퍼슨은 버지니아 전역에 걸쳐 5~6제곱마일 크기의 여러 학구("와드" 또는 "백")를 만들 것을 제안했다. "대다수의 사람들이 교육을 받을" 곳이었다. 각 학구에는 초등학교와 학구 주민들의 세금으로 지원되는 교사가 있을 것이다. 학구의 모든 가정은 자녀들을 3년 동안 무료로 학교에 보낼 자격이 있었다. 가족은 3년 후에도 자녀를 계속 보낼 수 있었지만, 비용은 가족이 지불해야 했다.
이 학교들은 "읽기, 쓰기, 산술"; "지리의 일반적인 개념"; 뿐만 아니라 그리스, 로마, 유럽, 미국 역사를 가르칠 것이었다. 모든 아이들이 역사를 배우는 것이 중요했는데, "과거를 알면 미래를 판단할 수 있게 될 것"이기 때문이었다. 제퍼슨에 따르면, "미래 질서의 주요 토대는 이곳에서 놓여질 것"이며 "도덕의 첫 번째 요소 또한 [아이들의] 마음에 심어질 수 있을 것"이었다.
제퍼슨은 아이들이 "종교적 질문에 대한 판단력이 충분히 성숙하지 않은 나이"라고 믿었기 때문에 이 학교에서 아이들에게 종교 서적을 제공하는 것에 반대했다. 그러나 그는 아이들에게 행복이 "운명에 의해 주어진 삶의 조건에 달려있는 것이 아니라 항상 선한 양심, 건강, 직업, 그리고 모든 정당한 추구의 자유의 결과"라는 것을 보여주는 것을 찬성했다.
삶의 어떤 시기, 예를 들어 8세에서 15세 또는 16세 사이에는 몸처럼 마음도 아직 힘든 밀폐된 작업을 할 만큼 충분히 단단하지 못하다. 만약 그러한 작업에 적용된다면, 미숙한 노력에 일찍 희생되어, 처음에는 이 어린 피실험자들에게는 아직 아이임에도 불구하고 어른처럼 보이는 착각을 주지만, 결국에는 어른이 되어야 할 시기에 아이로 전락하게 된다.

### 2단계: 중등 학교 (9-16세)
매년 한 명의 관리가 파요이 학교를 방문하여 한 소년 – 부모가 너무 가난하여 더 이상의 교육을 제공할 수 없는 소년 – 을 선택하여 커먼웰스 내 20개 문법 학교 중 한 곳에서 최소 1, 2년 (최대 8년까지 가능) 더 교육을 받게 할 것이었다. 비용을 지불할 의사와 능력이 있는 다른 부모들도 자녀를 보낼 수 있었다.
문법 학교에서 아이들은 그리스어와 라틴어를 배울 것이고; 고급 지리학; 고등 산술; 기하학; 그리고 항해의 기본 원리를 배울 것이었다.
제퍼슨은 아이들의 기억력이 8세에서 16세 사이에 가장 활발하다고 믿었다. 그는 언어 학습이 주로 암기를 수반한다고 생각했기 때문에 이 시기가 "가장 유용한 고대 및 현대 언어"를 배우기에 이상적인 시기라고 생각했다. 언어학자들은 사람들이 어릴 때 시작하면 추가 언어를 더 쉽게 배운다는 것을 발견했다. 제퍼슨은 이 연령대가 "유용한 사실과 좋은 원칙"을 포함하여 정신적인 "미래 작업을 위한 도구"를 습득하기에 가장 적합하다고 생각했다. 그는 "만약 이 시기가 게으름 속에 지나가게 되면, 마음은 [그것이 거주하는 몸이 같은 시간 동안 운동하지 않을 때처럼] 무기력하고 무능해질 것"이라고 경고했다.
약 2년 후, 각 문법 학교에서 "최고의 천재"가 선정되어 이 과목들을 추가로 6년간 더 공부하게 될 것이고, 나머지는 해산될 것이었다. 제퍼슨에 따르면, "이러한 방식으로 매년 20명의 최고의 천재들이 쓰레기 더미에서 걸러져서 문법 학교까지는 공공 비용으로 교육을 받게 될 것"이라고 했다.
가난한 계층 중에서 재능 있는 젊은이들을 선발하는 우리 계획의 일부를 통해, 우리는 자연이 부유한 사람들만큼 가난한 사람들 사이에도 자유롭게 뿌려놓았지만, 찾아내고 가꾸지 않으면 사라질 재능들을 국가에 활용하기를 희망한다.

### 3단계: 대학교 (17-19세)
문법학교 졸업 후 소년들의 절반은 해산될 것이다. 이 절반에는 미래의 문법학교 교사들이 포함될 것이다. 나머지 절반은 "그들의 재능과 성향의 우수성으로 선택된" 자들로, 대학교에서 3년 더 "그들이 선택할 과학 분야를 공부"할 것이다. 제퍼슨은 대학교를 교육 시스템의 정점으로 여겼다. 학생 유입에 대비하기 위해 제퍼슨은 윌리엄 & 메리 칼리지를 "모든 유용한 과학 분야로 확대"할 것을 제안했다.

### 대학의 아버지
참고 항목: 버지니아 대학교의 역사

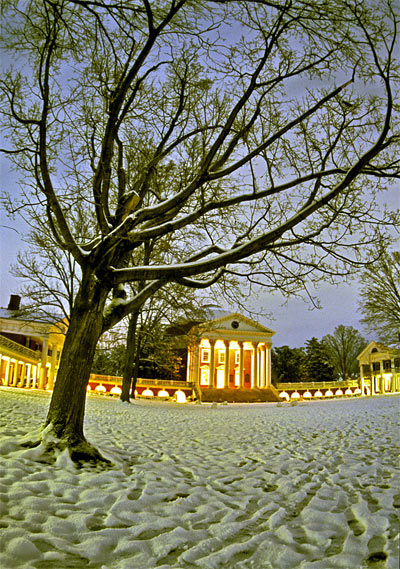
버지니아 대학교 잔디광장

대통령직에서 물러난 후에도 제퍼슨은 공공 업무에 적극적으로 참여했다. 그는 또한 새로운 고등 교육 기관을 설립하는 데 점점 더 관심을 갖게 되었는데, 특히 교회의 영향에서 벗어나 학생들이 다른 대학에서는 제공되지 않는 많은 새로운 분야를 전문적으로 공부할 수 있는 곳이었다. 제퍼슨은 사람들을 교육하는 것이 조직화된 사회를 구축하는 좋은 방법이라고 믿었고, 학교는 일반 대중의 지원을 받아야 하므로 부유하지 않은 사람들도 학생이 될 수 있다고 생각했다. 1800년 1월 조지프 프리스틀리에게 보낸 편지는 그가 대학 설립 수십 년 전부터 계획하고 있었음을 보여준다.
이 기관에서 나올 지식이 친절하게 육성되어 우리 젊은이들의 마음이 시대의 발전하는 과학과 함께 나아가고, 우리 시민들의 시야가 일반적으로 사회적 의무와 자치 기능의 실천으로 고양됨으로써, 우리 나라에 명성, 안전과 번영, 그리고 일반적인 마음의 경작과 개선에서 비롯됨을 경험이 증명하는 다른 모든 축복들을 보장할 것이라고 우리는 진심으로 희망합니다.
그의 꿈은 1819년 버지니아 대학교 설립으로 실현되었다. 1825년 개교 당시, 이 대학은 학생들에게 전면적인 선택 과목을 제공하는 최초의 대학이었다. 사망할 때까지 대학에 깊이 관여했던 제퍼슨은 학교 학생들과 교수진을 자신의 집으로 초대했는데, 에드거 앨런 포도 그 학생들 중 한 명이었다.
그 당시 북아메리카에서 가장 큰 건축 프로젝트 중 하나였던 이 대학은 교회보다는 도서관을 중심으로 지어진 점이 특징이었다. 제퍼슨은 원래 계획에 캠퍼스 예배당을 포함시키지 않았다.
제퍼슨은 버지니아 대학교와 그 부지에 대한 건축 계획으로 널리 인정받고 있다. 그의 혁신적인 디자인은 새로운 공화국에서 국가 지원 교육과 농업 민주주의에 대한 그의 열망을 강력하게 나타냈다. 학습의 전문화된 단위를 만들겠다는 그의 교육적 아이디어는 그가 "아카데미컬 빌리지"라고 불렀던 캠퍼스 계획의 구성에서 물리적으로 표현된다. 개별 학술 단위는 파빌리온으로 대표되는 별개의 구조로 설계되어 잔디 광장을 마주보고 있으며, 각 파빌리온에는 강의실, 교수 사무실, 거주지가 있다. 비록 독특하지만, 각 건물은 시각적으로 중요성이 동등하며, 학생 숙소의 전면인 일련의 개방형 아케이드를 통해 연결된다. 정원과 채소밭은 구불구불한 벽으로 둘러싸여 뒤편에 배치되어 농업 생활의 중요성을 강조한다.
제퍼슨의 고도로 질서정연한 부지 계획은 중앙의 직사각형 잔디 광장인 더 론을 둘러싸는 건물들의 앙상블을 구축하는데, 이 잔디 광장의 양쪽에는 학술 교육 단위와 이를 연결하는 아케이드를 따라 늘어서 있다. 이 광장은 한쪽 끝에 지식의 저장소인 도서관으로 둘러싸여 테이블의 머리맡에 위치한다. 도서관 반대편의 나머지 면은 미래의 성장을 위해 열려 있었다. 잔디 광장은 일련의 계단식 테라스로 점진적으로 높아지는데, 각 테라스는 이전보다 몇 피트 높으며, 가장 눈에 띄는 상단에 위치한 도서관까지 이어진다.
제퍼슨은 고대 그리스와 고대 로마 건축 양식을 지지했는데, 이는 역사적 연관성을 통해 미국 민주주의를 가장 잘 대표한다고 믿었다. 이 양식은 연방 시대에 미국 전역에서 인기가 있었다. 각 학술 단위는 광장을 향하는 2층짜리 사원 정면으로 설계되었으며, 도서관은 로마 판테온을 본떠 만들었다. 광장을 둘러싼 건물들의 앙상블은 세속적인 공교육의 중요성을 나타내는 동시에, 종교 건축물의 배제는 교회와 국가의 분리 원칙을 강화한다. 캠퍼스 계획과 건축적 처리는 지적 아이디어와 열망을 표현하기 위한 인공 구조물의 질서의 전형으로 간주된다. 미국 건축가 협회 회원들을 대상으로 한 설문조사에서는 제퍼슨의 캠퍼스가 미국에서 가장 중요한 건축물로 선정되었다.
이 대학은 버지니아 교육 시스템의 정점으로 설계되었다. 제퍼슨의 비전에서 코먼웰스의 젊은 백인 남성 시민이라면 누구나 이전 학생으로서 필요한 능력과 성취를 갖추면 이 학교에 다닐 수 있었다.

## 교과서에 대한 견해
제퍼슨은 교과서에 반대하지 않았고, 대부분의 경우 학교 이사회가 아닌 개별 교수가 해당 교수의 강좌에서 어떤 특정 교과서를 사용할지 선택해야 한다고 믿었다. 한 가지 예외는 교수가 연방주의를 옹호하는 교과서를 사용하여 가르치고자 하는 경우였다. 그러한 경우, 제퍼슨은 이사회가 "우리 청소년들 사이에 그러한 원칙이 퍼지는 것을 막기 위해" 교수의 결정을 뒤집는 것이 정당하다고 믿었다.

## 콘텐츠 구성에 대한 견해
토머스 제퍼슨은 교육에 관하여 실용적인 사람이었다. 그는 실질적인 이점을 강조했다. 그러나 그의 실용성 강조가 학습을 단순히 직업 지향적인 추구로 제한하지는 않았다. 그는 고전 문학을 읽는 것이 비판적 사고와 전반적인 세상에 대한 인식을 향상시키기 때문에 교육에 실질적인 기여를 한다고 믿었다.

## 추가 자료
- Addis, Cameron. "Jefferson and Education." in The Blackwell Companion to Thomas Jefferson (2012): 457-473; covers the historiography online
- Addis, Cameron. Jefferson’s Vision for Education, 1765–1845 (Peter Lang, 2003)
- Conant, James B. Thomas Jefferson and the development of American public education (Univ of California Press, 2023) o0nline
- Costanzo, Joseph F. "Thomas Jefferson, Religious Education and Public Law." Journal of Public Law  8 (1959): 81+.
- Govain Leffel, Kelly, and Caitlin McGeever. "A Broader Vision of Education: Jefferson’s Efforts to Reform Educational Philosophy." in The Palgrave Handbook of Educational Thinkers (Cham: Springer International Publishing, 2022) pp. 1-13.
- Hellenbrand, Harold. The unfinished revolution: Education and politics in the thought of Thomas Jefferson (U of Delaware Press, 1990). online
- Holowchak, M. Andrew. "A system of education, not just a university: Thomas Jefferson’s philosophy of education,"  History of Education (2018), 47:4, 488-503, DOI: 10.1080/0046760X.2017.1411531
- Holowchak, M. Andrew. Thomas Jefferson's philosophy of education: A utopian dream (Routledge, 2014) online.
- McDonald, Robert M. S. (2004). 《Thomas Jefferson's Military Academy: Founding West Point》. Jeffersonian America. University of Virginia Press. ISBN 978-0-8139-2298-0.
- Malone, Dumas (1948). 《Jefferson, The Virginian》. Jefferson and His Time 1. Little Brown. OCLC 1823927.. the first volume of a six volume scholarly biography.
- Mercer, Gordon E. "Thomas Jefferson: A bold vision for American education." International Social Science Review (1993): 19-25. online
- Staloff, D. The politics of pedagogy: Thomas Jefferson and the education of a democratic citizen in Cambridge Companion to Thomas Jefferson (ed. F. Shuffleton), (Cambridge University Press, 2009), pp. 127–142.

### 주요 자료
- Arrowood, Charles Flinn, ed. Thomas Jefferson And Education In A Republic (1930); excerpts by Jefferson; online
- Foley, John P. ed. The Jeffersonian Cyclopedia: A Comprehensive Collection of the Views of Thomas Jefferson Classified and Arranged in Alphabetical Order Under Nine Thousand Titles Relating to Government, Politics, Law, Education, Political Economy, Finance, Science, Art, Literature, Religious Freedom, Morals, Etc. (1900) online
- Peterson. Jefferson, Thomas (1984).  Merrill Daniel Peterson, 편집. 《Thomas Jefferson: Writings: Autobiography / Notes on the State of Virginia / Public and Private Papers / Addresses / Letters》. The Library of America. ISBN 978-0-940450-16-5.